# Кучук Памаш
Кучук Памаш (мар. Изи Маршан почиҥга) — деревня в Моркинском районе Республики Марий Эл. Входит в состав Себеусадского сельского поселения.

## География
Находится в юго-восточной части республики Марий Эл на расстоянии приблизительно 22 км по прямой на северо-запад от районного центра посёлка Морки.

## История
Деревня основана в 1923 году переселенцами из деревни Малая Мушерань. Деревня стала называться починок Малая Мушерань. В 1932 году здесь (уже деревня Кучук Памаш) находились 26 хозяйств, проживали 150 человек, в 1959 году 185 человек, в 1976 года 18 хозяйств и 55 человек, в 1979 году 14 хозяйств, 60 жителей. В 2003 году в деревне осталось 3 хозяйства. В советское время работали колхозы «Кучук Памаш» и «Правда».

## Население
Население составляло 6 человек (мари 100 %) в 2002 году, 3 в 2010.